# Церковь Рождества Пресвятой Богородицы (Новозыбков)
Церковь Рождества Пресвятой Богородицы в Людкове — храм Клинцовской и Трубчевской епархии Русской православной церкви в городе Новозыбкове Брянской области. После включения села Людково в состав Новозыбкова является старейшим храмом города.
В самом городе ранее существовала другая церковь, посвящённая Рождеству Пресвятой Богородицы.

## История
Первое упоминание храма относится к 1750 году. Тогда прихожанами Людковской церкви были 385 мужчин и 365 женщин. В 1830 году общее число прихожан составляло уже 1113 человек. Новозыбков в XIX веке был практически полностью старообрядческим городом и несмотря на то, что в нём действовали три единоверческие церкви (Преображенская, Никольская и Рождественская), «новообрядческой» церкви в Новозыбкове не было вплоть до завершения постройки Чудо-Михайловской церкви в 1898 году, а православные верующие, которые придерживались «нового обряда», были приписаны к Людковскому приходу.
В 1963 году умирает настоятель церкви протоиерей Виталий, после чего храм закрыли. Здание не было отдано ни под какие хозяйственные нужды, с куполов храма даже не сняли кресты, что было редкостью для годов атеистических гонений. Несмотря на то, что в 1979 году церковь была признана памятником архитектуры, она оставалась в запустении и разрушалась. В 1999 году инициативная группа прихожан, во главе с Валентиной Качановой и Анной Андреевной Абросимовой, начала восстановление храма. Проект реконструкции разработала главный архитектор города Мария Комарова. К тому времени сохранилось только около 20 % храма. На Рождество в 2012 году в церкви прошло первое после долгого перерыва богослужение. В сентябре того же года настоятелем был назначен иеромонах Иоанн (Скабара), благодаря которому удалось завершить восстановление церкви.
В июле 2015 года новым настоятелем храма был назначен иерей Иоанн Цыганок, а иеромонах Иоанн направлен в Карачевский Воскресенский монастырь. Новый настоятель занялся благоустройством прихрамовой территории. 17 мая 2018 года епископ Клинцовский и Трубчевский Владимир совершил великое освящение восстановленного храма.